# Maximilian Ritter von Randa
Maximilian Ritter von Randa (n. 24 mai 1874, Zwittau, Imperiul Austro-Ungar – d. 13 august 1941, Cernăuți, Uniunea Sovietică) a fost un ofițer austriac, atașat militar al Imperiului Austro-Ungar în România, până la intrarea acesteia în Primul Război Mondial.
La începutul carierei a ocupat funcții în unitățile de geniu geniu, iar între 1911-1914 a fost profesor la Academia Militară Tereziană. În perioada 1/14 mai 1914-14/27 august 1916 a fost atașat militar al Imperiului Austro-Ungar, acreditat la București. În perioada octombrie 1916-noiembrie 1918  a ocupat funcții de stat major în eșaloanele superioare ale armatei, cele mai importante fiind cele de șef de stat major ale Corpului XI Armată, respectiv Grupului Transilvania.:p. 452
În perioada 4/17-5/18 februarie 1918 a executat o misiune secretă la Iași, unde s-a întâlnit cu unul din aghiotanții regelui Ferdinand, prin intermediul căruia a transmis o solicitare a împăratului Carol I al Austriei, ca România să înceapă negocieri de pace.:p. 452:p. 60:p. 117
După razboi s-a stabilit în România, primind o pensie militară de la statul român. Băiatul său a fost logodit cu fata fruntașului liberal Constantin I. Angelescu, care a fost ruptă însă în 1935.:p. 117